# ターン・ターン・ターン
「ターン・ターン・ターン」（Turn! Turn! Turn! (To Everything There Is a Season)）は、ピート・シーガーが旧約聖書の『コヘレトの言葉』第3章をもとにして書いた楽曲。フォーク・グループのザ・ライムライターズが1962年に発表したバージョンが最初に世に出たものとされる。ザ・バーズのカバー・バージョンが全米1位を記録した。

## 概要
歌詞の過半は、旧約聖書の『コヘレトの言葉』の欽定訳（King James Version）からとられた。3章1節から8節までの言葉のほとんどが歌に使われている。
To every thing there is a season, and a time to every purpose under the heaven:

A time to be born, and a time to die; a time to plant, a time to reap that which is planted;

A time to kill, and a time to heal; a time to break down, and a time to build up;

A time to weep, and a time to laugh; a time to mourn, and a time to dance;

A time to cast away stones, and a time to gather stones together;

A time to embrace, and a time to refrain from embracing;

A time to gain that which is to get, and a time to lose; a time to keep, and a time to cast away;

A time to rend, and a time to sew; a time to keep silence, and a time to speak;

A time of love, and a time of hate; a time of war, and a time of peace.—Ecclesiastes Chapter 3 1-8
『コヘレトの言葉』第3章においては、時間も場所も、生と死も、殺戮と癒しも、涙と笑いも、戦争と平和も、すべてが等しく肯定的なものとしてとらえられている。そのためテキストはいかなる解釈も成り立つよう開かれている。しかしシーガーが曲の締めくくりに「平和の時。誓って言うが遅すぎることはない（A time for peace, I swear it's not too late ）」という言葉を付け加えたことで「ターン・ターン・ターン」は反戦歌として受け入れられ、フォーク歌手の間に浸透して行った。
1962年、フォーク・グループのザ・ライムライターズがアルバム『Folk Matinee』を発表。同アルバムに収録されたバージョンが最初に世に出たものとされる。同年12月、シーガーはライブ・アルバム『The Bitter and the Sweet』を発表し、本作品を収録した。
1964年、ジュディ・コリンズはアルバム『ジュディ・コリンズ3』を発表。本作品を収録。同アルバムには、ロジャー・マッギンに改名する前のジム・マッギンがバンジョーやギターで参加しており、のちにザ・バーズがカバーする一因となった（後述）。
1999年、シーガーは本作品のロイヤリティーの45％が「Israeli Committee Against House Demolitions」に寄付されるよう手続きをした。

## ザ・バーズのバージョン
1965年4月に発売されたデビューシングル「ミスター・タンブリン・マン」は、同年6月26日付のBillboard Hot 100で1位を記録。ザ・バーズは一躍、フォークロックの旗手として脚光を浴びることとなった。同年7月の国内中西部のツアーの際、ロジャー・マッギンはのちに妻となるドロレスから本作品のリクエストを受けた。マッギンは1963年夏、ジュディ・コリンズのレコーディングにバンジョーとギターで参加しており、コリンズが歌った「ターン・ターン・ターン」は翌1964年にアルバム『Judy Collins 3』の中に収録された。彼はよいアイデアと思い、グループは1965年9月1日からレコーディングに取り掛かった。マッギンはこう述べている。
「それまでは標準的なフォークソングだったのだけれど、やってみたらロックンロールになってしまった。その頃の俺はコンピュータみたいにプログラミングされていたから、もうどうやっても伝統的なスタイルではできなくなってしまった。サンバのビートが思いつき、俺たちはこれはきっといいシングルになると思ったよ」
レコーディングは9月1日、10日、14–16日の5日間行われ、完成までに78テイク録られた。
同年10月1日、シングルとしと発表。B面はジーン・クラークが書いた「シー・ドント・ケア（She Don't Care About Time）」が収録された。同年12月6日に発売されたセカンド・アルバム『ターン・ターン・ターン』に収録された。
同年12月4日から12月18日にかけてBillboard Hot 100で3週連続1位を記録。カナダで3位、イギリスで26位、西ドイツで8位を記録した。

## その他のバージョン
- マレーネ・ディートリヒ - 1963年のシングル。ドイツ語詞。タイトルは「Für alles kommt die Zeit」。オーケストラの指揮はバート・バカラックが行った。
- ジュディ・コリンズ - 1964年のアルバム『ジュディ・コリンズ3』に収録。
- ゲイリー・シアストン - 1964年のアルバム『Songs of Our Time』に収録。
- ジャン&ディーン - 1965年のアルバム『Folk 'n Roll』に収録。
- ザ・シーカーズ - 1966年のアルバム『Come the Day』に収録。
- シルヴィ・ヴァルタン - 1966年のアルバム『Sylvie』に収録[10]。フランス語詞。タイトルは「Tourne, Tourne, Tourne」。
- メリー・ホプキン - ホプキンはタレント登竜門のテレビ番組として知られた『オポチュニティ・ノックス』の応募に合格し、1968年5月5日放送の回に出演。「ターン・ターン・ターン」の弾き語りを披露した[11]。これを見たツイッギーがポール・マッカートニーに進言。同年8月30日、マッカートニーのプロデュースの下、アップル・レコードからデビューシングル「悲しき天使」が発売。本作品は同シングルのB面に収録された。また、ホプキンはウェールズ語のバージョン「Tro, tro, tro」も発表している。
- ニーナ・シモン - 1969年のアルバム『トゥ・ラヴ・サムバディ』に収録。
- ドリー・パートン - 1984年のアルバム『The Great Pretender』に収録。